# Erik Hahn (Ringer)
Erik Hahn (* 25. September 1970 in Neuseddin bei Seddin) ist ein deutscher Ringer.

## Werdegang
Erik Hahn begann seine Ringerkarriere als Jugendlicher 1978 in der DDR. Er konzentrierte sich ganz auf den griechisch-römischen Stil. 1988 vertrat er die DDR bei der Junioren-Weltmeisterschaft im österreichischen Wolfurt. Er belegte dort im Leichtgewicht den 3. Platz und gewann damit gleich eine Medaille. Im Jahre 1990 startete er bei der Junioren-Europameisterschaft in Lapua/Finnland und vertrat hier schon das wiedervereinigte Deutschland. Er kam in Lapua im Weltergewicht auf den 6. Platz. In der deutschen Nationalmannschaft wurde Erik Hahn, der bei einer Größe von 1,81 Metern immer im Weltergewicht rang, von Lothar Ruch trainiert. Während seiner Ringerkarriere war er Angehöriger einer Sportförderkompanie der Bundeswehr.
Erik Hahn rang zunächst für den RSV Frankfurt (Oder), seit 2002 dann für den 1. Luckenwalder SC und wurde mit diesem Verein 2005/06 deutscher Mannschaftsmeister. Bei den deutschen Einzelmeisterschaften der Senioren gelang ihm im Jahre 1992 der erste Titelgewinn im Weltergewicht vor Mario Lauer vom KSV Lahr-Kuhbach und dem ehemaligen Vize-Weltmeister Mirko Jahn vom VfK Schifferstadt. 1993 verteidigte er diesen Titel und verwies Oliver Thomas vom KSV Witten und Mike Hartmann aus Haibach auf die Plätze.
1993 vertrat Erik Hahn Deutschland dann erstmals bei internationalen Meisterschaften bei den Senioren. Er musste aber sowohl bei der Europameisterschaft in Istanbul als auch bei der Weltmeisterschaft in Stockholm noch Lehrgeld bezahlen, denn er verlor jeweils seinen ersten Kampf gegen Petrică Cărare aus Rumänien bzw. Yvon Riemer aus Frankreich und blieb beide Male unplatziert. Bei der Europameisterschaft 1994 in Athen schnitt er wesentlich besser ab, denn nach zwei Siegen und einer Niederlage gegen Torbjörn Kornbakk aus Schweden kam er auf den 7. Platz.
1995 wurde Erik Hahn wieder deutscher Meister vor Jürgen Both vom KSV Köllerbach und Jochen Jahn vom AC Köln-Mülheim. Bei der Europameisterschaft 1995 in Besançon besiegte er Janos Kismoni aus Ungarn und Marko Asell aus Finnland, verlor aber gegen Sergei Poperetschny aus Russland und Erol Koyuncu aus der Türkei und kam auf den 8. Platz. Bei der Weltmeisterschaft dieses Jahres in Prag zeigte er noch bessere Leistungen und siegte dort zunächst über He Bu aus China, ehe er in seinem 2. Kampf gegen seinen Angstgegner Yvon Riemer knapp nach Punkten verlor. Anschließend besiegte er aber Željko Trajković aus Jugoslawien, Jose Recuero aus Spanien und Wladimir Kopytow aus Belarus (12:1 Punkte!). Im Kampf um eine Medaille traf er auf Mnazakan Iskandarjan aus Russland, den mehrfachen Weltmeister. Er lieferte diesem einen ausgeglichenen Kampf, der am Ende ohne Wertung blieb. Das Kampfgericht gab dann den Sieg an Iskandarjan, wohl weil er der „prominentere“ der beiden Ringer war. Für Erik Hahn blieb damit der 5. Platz. Er hatte bei dieser Meisterschaft aber seine Zugehörigkeit zur Weltklasse nachgewiesen.
1996 erkämpfte sich Erik Hahn bei der Europameisterschaft in Budapest mit Siegen über Beslan Tschagijew, Moldawien, Marko Asell u. Torbjörn Kornbakk (8:0 Punkte), einer Niederlage gegen Nazmi Avluca, Türkei (0:3 Punkte) und weiteren Siegen über Stojan Dobrew, Bulgarien, und Artur Dsyhassow, Ukraine, eine Bronzemedaille. Auch bei den Olympischen Spielen 1996 in Atlanta war er einem Medaillengewinn ganz nahe. Er besiegte dort erneut Wladimir Kopytow, verlor dann seinen zweiten Kampf gegen Artur Dsyhassow (1:2 Punkte) und besiegte dann Takamitsu Katayama aus Japan, Tamás Berzicza aus Ungarn und Mnazakan Iskandarjan. Im Kampf um die Bronzemedaille trat er mit einer gebrochenen Rippe an und musste gegen Józef Tracz aus Polen eine knappe Punktniederlage (2:3 Punkte) hinnehmen.
In den Jahren 1997 wurde Erik Hahn dann viermal in Folge wieder deutscher Meister. Er verwies dabei so starke Ringen wie Murat Cebi aus Markneukirchen und Konstantin Schneider aus Köllerbach auf die Plätze.
Auf der internationalen Ringermatte klappte es bei ihm nicht mehr so gut. Bei der Europameisterschaft 1997 in Kouvola kam er verletzungsbedingt nur auf den 13. Platz. Bei der Weltmeisterschaft dieses Jahres in Wrocław kam er zwar zu drei Siegen, Niederlagen gegen Nazmi Avluca und Filiberto Ascuy Aguilera aus Kuba warfen ihn aber auf den 9. Platz zurück. 1998 kam er bei der Europameisterschaft in Minsk auf den 12. Platz. Bei der Europameisterschaft 1999 in Sofia erreichte er mit einem Sieg und einer Niederlage den 11. Platz. Bei der Weltmeisterschaft 1999 in Gävle gelangen ihm nach einer Niederlage gegen Dimitris Avramis aus Griechenland Siege über Tae-jung, Südkorea und Besolt Desujew aus Kirgisistan, danach konnte er aber verletzungsbedingt nicht mehr weiterringen und musste aufgeben (14. Platz).
Im Jahre 2000 versuchte sich Erik Hahn für die Olympischen Spiele in Sydney für die Olympischen Spiele zu qualifizieren. es gelang ihm aber, zusammen mit Konstantin Schneider, nicht, in den Qualifikations-Turnieren die dafür nötige Punktzahl zu erkämpfen. So blieb die Europameisterschaft 2000 in Moskau die letzte internationale Meisterschaft, an der Erik Hahn teilnahm. Er kam dort nach einer Niederlage gegen Welin Marinow aus Bulgarien mit Siegen über Sorin Tasca, Rumänien und Georgios Tsiolas, Griechenland auf den 9. Platz.
Danach beendete er seine internationale Ringerlaufbahn, stand aber noch viele Jahre in der Bundesligamannschaft des 1. Luckenwalder SC. Er war ein Ringer, der, wenn er in guter Form war, mit seiner brillanten Technik das Publikum zu begeistern wusste.
Seit 2007 trainiert er die Mannschaft des 1. Luckenwalder SC zusammen mit Andreas Zabel.

## Internationale Erfolge
| Jahr | Platz | Wettbewerb                                         | Gewichtskl. | Ergebnis |
| 1988 | 3.    | Junioren-WM in Wolfurt/Österreich                  | Leicht      | hinter Ardadi Krajni, Russland u. Marek Tarka, Polen |
| 1990 | 6.    | Junioren-EM in Lapua/Finnland                      | Welter      | Sieger: Arkadi Krajni vor Michael Lyyski, Finnland |
| 1991 | 2.    | Militär-WM in Istanbul                             | Welter      | hinter Yvon Riemer, Frankreich, vor David Butler, USA u. Yalcin Karapitnar, Türkei |
| 1992 | 4.    | Intern. Turnier in Wałbrzych/Polen                 | Welter      | mit Sieg über Erhan Balcı, Türkei, Niederlage gegen Jaroslaw Siuj, Jugoslawien, Siegen über Travis West, USA u. Marius Przygoda, Polen u. einer Niederlage gegen Torbjörn Kornbakk, Schweden                      |
| 1993 | 3.    | Großer Preis von Deutschland in Koblenz            | Welter      | hinter Beslan Tschagijew, Russland u. Wladimir Kopytow, Belarus, vor Jaroslaw Siuj u. Mirko Jahn, Deutschland |
| 1993 | 1.    | Intern. Turnier in Paris                           | Welter      | vor Vlado Lisjak, Kroatien u. Beslan Tschagijew |
| 1993 | unpl. | EM in Istanbul                                     | Welter      | nach einer Niederlage gegen Petrică Cărare, Rumänien |
| 1993 | 1.    | Pytlasinski-Memorial in Warschau                   | Welter      | vor Józef Tracz, Polen, Jaroslaw Siuj, Mariusz Pawlowski Polen und Torbjörn Kornbakk |
| 1993 | unpl. | WM in Stockholm                                    | Welter      | nach einer Niederlage gegen Yvon Riemer, Frankreich |
| 1994 | 7.    | EM in Athen                                        | Welter      | mit Siegen über Sören Drogaard, Dänemark u. Georgi Tschintschelaschwili, Georgien u. einer Niederlage gegen Torbjörn Kornbakk                                                                                     |
| 1995 | 5.    | Großer Preis von Deutschland in Koblenz            | Welter      | hinter Yvon Riemer, Takamitsu Katayama, Japan, Erol Koyuncu u. Jaroslav Zeman, Tschechien |
| 1995 | 2.    | Hapoel-Spiele in Tel Aviv                          | Welter      | hinter Beslan Tschagijew, vor Boris Wirlakurow, Israel u. Sami Deda, Albanien |
| 1995 | 3.    | Welt-Cup in Schifferstadt                          | Welter      | hinter Filiberto Ascuy Aguilera u. Andrei Sajenko, Russland |
| 1995 | 8.    | EM in Besançon                                     | Welter      | mit Siegen über Janos Kismoni, Ungarn u. Marko Asell, Finnland u. Niederlagen gegen Sergei Poperetschny, Russland u. Erol Koyuncu                                                                                 |
| 1995 | 5.    | WM in Prag                                         | Welter      | nach Sieg über He Bu, China, Niederlage gegen Yvon Riemer, Siegen über Željko Trajković, Jugoslawien, Jose Recuero, Spanien u. Wladimir Kopytow, Belarus u. einer Niederlage gegen Mnazakan Iskandarjan, Russland |
| 1995 | 3.    | Militär-WM in Rom                                  | Welter      | nach Niederlage gegen Erol Koyuncu u. Siegen über Torosjan, Armenien, Calixte, Frankreich, Ahad Javanshah, Iran, Mircea Jordan, Rumänien u. Rowshan Alekpero, Aserbaidschan                                       |
| 1996 | 3.    | EM in Budapest                                     | Welter      | mit Siegen über Beslan Tschagijew, Moldawien, Marko Asell, Finnland u. Torbjörn Kornbakk, einer Niederlage gegen Nazmi Avluca u. Siegen über Stojan Dobrew, Bulgarien u. Artur Dsyhassow, Ukraine                 |
| 1996 | 4.    | OS in Atlanta                                      | Welter      | mit Sieg über Wladimir Kopytow, Niederlage gegen Artur Dsyhassow, Siegen über Takamitsu Katayama, Tamás Berzicza u. Mnazakan Iskandarjan u. einer Niederlage gegen Józef Tracz                                    |
| 1997 | 4.    | Großer Preis von Israel in Beʾer Scheva            | Welter      | hinter Xviça Biçinaşvili, Aserbaidschan, Tamás Berzicza u. Wladimir Kapitow, Russland |
| 1997 | 13.   | EM in Kouvola                                      | Welter      | nach Niederlage gegen Wladimir Kopytow u. Siegen über Tedeschi, Italien u. Mariusz Pawlowski |
| 1997 | 9.    | WM in Wrocław                                      | Welter      | mit Siegen über Alberto Recuero, Spanien u. Dimitrios Avramis, Griechenland, einer Niederlage gegen Nazmi Avluca, einem Sieg über Han Chi-ho, Südkorea u. einer Niederlage gegen Filiberto Ascuy Aguilera         |
| 1997 | 2.    | Militär-WM                                         | Welter      | hinter Andrei Pachomow, Ukraine |
| 1998 | 1.    | Grand-Prix-Akropolis in Athen                      | Welter      | vor H. Markoulis, Griechenland u. A. Tomaszewski, Polen |
| 1998 | 4.    | Großer Preis von Deutschland in Aalen              | Welter      | hinter Torbjörn Kornbakk, Ghani Yalouz, Frankreich u. Dimitrios Avramis, vor Marko Yli-Hannuksela, Finnland u. Dalibor Busic, Jugoslawien                                                                         |
| 1998 | 12.   | EM in Minsk                                        | Welter      | nach einem Sieg über Bagsardinis, Griechenland u. Niederlagen gegen Murat Kardanow, Russland u. Tamás Berzicza |
| 1999 | 11.   | EM in Sofia                                        | Welter      | nach einem Sieg über Igor Balauer, Moldawien u. einer Niederlage gegen Stojan Dobrew |
| 1999 | 14.   | WM in Gävle/Schweden                               | Welter      | nach Niederlage gegen Dimitrios Avramis u. Siegen über Tae-jung, Südkorea u. Besolt Desujew, Kirgisistan |
| 2000 | 14.   | Olympia-Qualifikations-Turnier in Clermont-Ferrand | Welter      | Sieger: Marko Yli-Hannuksela vor Xviça Biçinaşvili |
| 2000 | 11.   | Olympia-Qualifikations-Turnier in Taschkent        | Welter      | Sieger: Kim Jin-soo, Südkorea vor Ewgeni Jerofailow, Usbekistan |
| 2000 | 9.    | EM in Moskau                                       | Welter      | nach einer Niederlage gegen Welin Marinow, Bulgarien u. Siegen über Sorin Tasca, Rumänien u. Georgios Tziolas, Griechenland                                                                                       |

## Deutsche Meisterschaften
(nur Seniorenbereich)
| Jahr | Platz | Gewichtskl. | Ergebnis                                                                   |
| 1992 | 1.    | Welter      | vor Mario Lauer, KSV Lahr-Kuhbach u. Mirko Jahn, VfK Schifferstadt         |
| 1993 | 1.    | Welter      | vor Oliver Thomas, KSV Witten u. Mike Hartmann, Haibach                    |
| 1995 | 1.    | Welter      | vor Jürgen Both, KSV Köllerbach u. Jochen Jahn, AC Köln-Mülheim            |
| 1997 | 1.    | Welter      | vor Murat Cebi, AV Markneukirchen u. Jochen Jahn, AC Goldbach              |
| 1998 | 1.    | Welter      | vor Murat Cebi u. Konstantin Schneider, KSV Köllerbach                     |
| 1999 | 1.    | Welter      | vor Konstantin Schneider u. Mario Lauer, KSV Haslach i.K.                  |
| 2000 | 1.    | Welter      | vor Jochen Engelhardt, SC Nürnberg 04 u. Michael Drasch, RKC Freiburg 2000 |

## Erläuterungen
- alle Wettbewerbe im griechisch-römischen Stil
- Weltergewicht, Gewichtsklasse bis 1996 bis 76 kg, seit 1997 bis 74 kg Körpergewicht
- OS = Olympische Spiele, WM = Weltmeisterschaft, EM = Europameisterschaft